# 初音ミク 5thバースデー ベスト〜impacts〜
『初音ミク 5thバースデー ベスト〜impacts〜』（はつねミク 5thバースデー ベスト インパクツ）は、音声合成ソフト初音ミクの発売5周年を記念して2012年8月1日にBinaryMixx Recordsから発売された、動画投稿サイト「ニコニコ動画」に投稿された初音ミクなどをボーカルに用いた楽曲を収録したベスト・アルバム。規格品番はMHCL-2106・2107、販売元はソニー・ミュージックダイレクト（以下SMDR）。

## 解説
初音ミク発売5周年を記念したSMDRとの共同企画によるもので、同日にSMDRより『初音ミク 5thバースデー ベスト〜memories〜』も発売された。本アルバムのコンセプトは「名曲の数々の中でも、特に繰り返し聞く者の潜在意識に働きかけるインパクトある楽曲を集めたベストアルバム。」とされている。
初回生産限定盤は初音ミクのキャラクターデザインを手がけたKEIの描き下ろしによるスペシャルボックス仕様、KEI描き下ろしのピクチャー・レーベルで、DVDが収録されている。
なお、発売：ドワンゴ・ミュージックエンタテインメント（dme、当時）、販売：SMDRではあるが、ソニー・ミュージックエンタテインメント（SME）では実質SMDRから発売された作品として扱われている。したがって、ブックレットには問い合わせ先としてdmeではなくSMEの連絡先が記載されている。

## 収録曲

### CD
1. 39 / sasakure.UK×DECO*27 feat.初音ミク [3:41]
  - 作詞：DECO*27 作曲：sasakure.UK 編曲：sasakure.UK×DECO*27
  - 本アルバムのために書き下ろされた曲で、『初音ミク 5thバースデー ベスト〜memories〜』に収録されているものと内容は同一。。初音ミク発売5周年を記念して行われたファミリーマートで行われた「初音ミク 5th Anniversary ミクLOVESファミマ♪キャンペーン」のテレビCMソングに起用されている[2]。
2. みくみくにしてあげる♪【してやんよ】 / ika feat.初音ミク [1:42]
  - 作詞・作曲・編曲：ika_mo
  - 前々作、前作に引き続き収録。詳細は当該項目を参照。
3. マトリョシカ / ハチ feat.初音ミク、GUMI [3:19]
  - 作詞・作曲・編曲：ハチ
  - マトリョーシカ人形やロシア民謡をモチーフとした楽曲。作者曰く「馬鹿っぽくどんちゃんしたものを作った」という[3]。
4. 初音ミクの消失 / cosMo@暴走P feat.初音ミク [4:49]
  - 作詞・作曲・編曲：cosMo
  - 詳細は当該項目を参照。
5. 千本桜 / 黒うさP feat.初音ミク [4:04]
  - 作詞・作曲・編曲：黒うさP
6. 裏表ラバーズ / wowaka feat.初音ミク [3:05] 
  - 作詞・作曲・編曲：wowaka
7. 桜ノ雨 / halyosy feat.初音ミク [6:34]
  - 作詞・作曲・編曲：halyosy
  - 詳細は当該項目を参照。
8. 恋スルVOC@LOID / OSTER project feat.初音ミク [4:53] 
  - 作詞・作曲・編曲：OSTER project
  - VOCALOIDのムーブメントの立役者の一人であるOSTER projectが初音ミク購入後最初に発表した曲で[4]、初音ミクがユーザーに語りかける楽曲という構想で作られている[5]。OSTER projectのソロアルバム『みくのかんづめ』、コンピレーション・アルバム『CDで聞いてみて。 〜ニコニコ動画せれくちょん〜』、『EXIT TUNES PRESENTS Vocarhythm feat.初音ミク』にも収録されている。
9. よっこらせっくす / アゴアニキ feat.初音ミク、鏡音リン・レン [2:34]
  - 作詞・作曲・編曲：アゴアニキ
    - 転居する友人を笑顔で送り出すために作った曲だという[6]。アルバム「EXIT TUNES PRESENTS Vocalolegend feat.初音ミク」では、諸事情により「よっこらせ（笑）」というタイトルで収録されている。
10. Nyanyanyanyanyanyanya! /  daniwellP feat. 初音ミク [3:47]
  - 作詞・作曲・編曲：daniwellP
  - 「にゃにゃにゃにゃ…」のみが延々と続く楽曲。YouTubeで大きな人気を集める動画「Nyan Cat」では、この曲を「UTAU」の「桃音モモ」を使用してカバーしたバージョンが使用されている[7]。
11. トリノコシティ / 40mP feat.初音ミク [3:26]
  - 作詞・作曲・編曲：40mP
  - 40mPのアルバム『小さな自分と大きな世界』収録版。
12. エンヴィキャットウォーク / トーマ feat.初音ミク [3:45]
  - 作詞・作曲・編曲：トーマ
13. ネトゲ廃人シュプレヒコール / さつき が てんこもり feat.初音ミク [4:52]
  - 作詞・作曲・編曲：さつき が てんこもり
14. 腐れ外道とチョコレゐト / ピノキオP feat.初音ミク [3:37]
  - 作詞・作曲・編曲：ピノキオP
15. 二次元ドリームフィーバー / PolyphonicBranch feat.初音ミク [3:08] 
  - 作詞・作曲・編曲：PolyphonicBranch
16. アカツキアライヴァル / Last Note. feat.初音ミク、巡音ルカ [4:41]
  - 作詞・作曲・編曲：Last Note.
17. はやぶさ【ちょっと忙しい人向けver.】 / キセノンP feat.初音ミク [5:01]
  - 作詞・作曲・編曲：SHO
  - 2010年6月に帰還した探査機『はやぶさ』を題材とした楽曲。ただ、オリジナル版は7分3秒と長いため、「ちょっと忙しい人向けver.」として時間を短縮している。
18. 心拍数#0822 / 蝶々P feat.初音ミク [5:08]
  - 作詞・作曲・編曲：蝶々P
19. Birthday Song for ミク / Mitchie M feat.鏡音リン・鏡音レン・巡音ルカ・KAITO・MEIKO [4:21]
  - 作詞・作曲・編曲：Mitchie M
  - 初音ミク5周年を記念したバースデーソング。

### DVD
1. 39 / sasakure.UK×DECO*27 feat.初音ミク
2. Birthday Song for ミク / Mitchie M feat.鏡音リン・鏡音レン・巡音ルカ・KAITO・MEIKO 
  - 作詞・作曲・編曲：Mitchie M
3. カゲロウデイズ / じん（自然の敵P）
  - 作詞・作曲・編曲・映像： じん（自然の敵P）
4. LOL -lots of laugh- / mikumix feat.初音ミク
  - 作詞：エンドケイプ 作曲・編曲：Ken（ハピトラ） 映像：ポエ山 イラスト：ほにゃらら
5. 二次元ドリームフィーバー / Poly phonicBranch feat.初音ミク
6. Chaining Intention / ELECTROCUTICA feat.初音ミク
7. 3331 / ナノウ feat. 初音ミク

## 39の参加ミュージシャン
- DECO*27:Guiter, Chorus, Programming
- すこっぷ:Bass
- kous:Drums
- 40mP:Keyboards
- sasakure.UK:Synthesizer, Programming